# 叢林麻雀
叢林麻雀（学名：Passer pyrrhonotus），又稱信德麻雀，為雀形目麻雀科麻雀屬物種，分布于南亞印度河周圍的山谷地區。该种與家麻雀非常相似，但体型更小，且羽毛具有獨特的特徵。其雄鳥的羽毛比雌鳥和幼鳥更为明亮，同時具有黑色斑紋和灰色冠羽。與家麻雀不同的是，雄性叢林麻雀在眼睛後面的頭部有一條栗色條紋，雌性頭部的色澤比其他麻雀物種黑。該物種的鸣叫为柔和的啁啾聲，繁殖期的雄鸟則會在鸣叫中穿插其它鸣声组成其鸣唱。該物種传统上被認為與家麻雀的親緣關係非常密切，然其最演化上接近的物種則有待商榷。該物種於1840年左右首次发现，但此後數十年未再有记录。
叢林麻雀在巴基斯坦和印度西部的印度河流域繁殖範圍內零星分佈在有荊棘灌木和高草叢生的河流和濕地等棲息地。在非繁殖季節，少數鳥群會進入遠離繁殖地的較乾燥地區，最遠可遷徙到巴基斯坦西部和伊朗極東端。由於該物種相當普遍並逐漸擴大其棲息範圍，因此它在IUCN紅色名錄中被评为無危物種，叢林麻雀為群體覓食，在繁殖和冬季時期會成群結隊活動。该物种主要以靠近地面處的種子為食，較少以昆蟲為食，鳥巢多建在多刺的樹枝上，是由禾草或其他植物構成的凌亂圓頂狀構造，內襯有較軟的材料。並由兩性共同築巢和育雏，通常在每個繁殖季節會繁殖兩窩，每窝三到五隻雛鳥。

## 描述

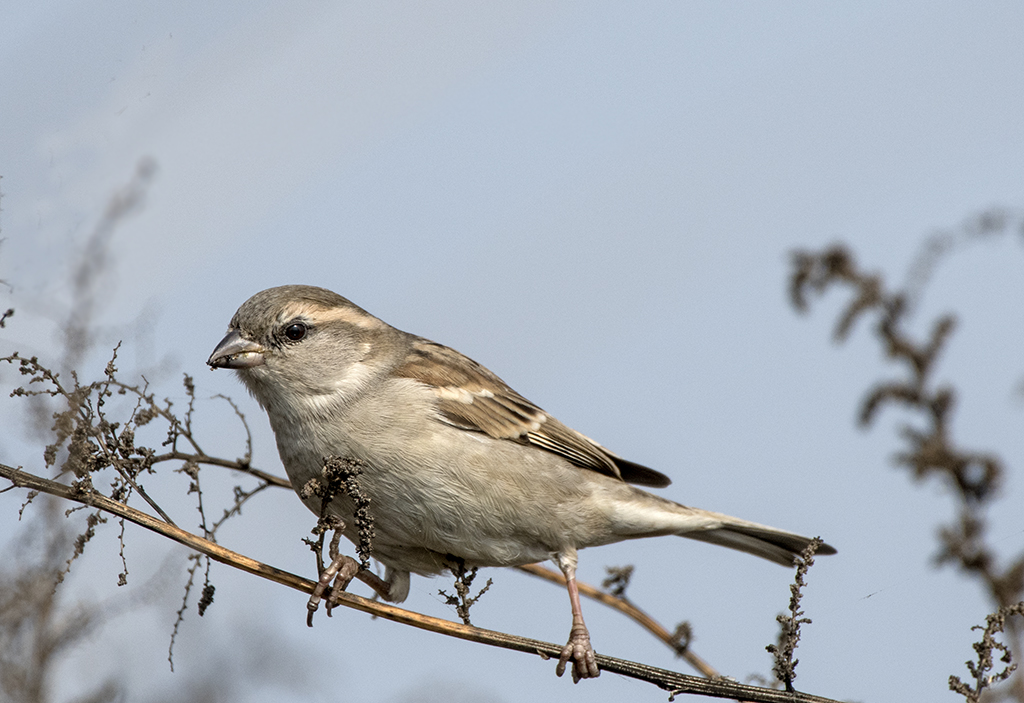
印度德里的雌性叢林麻雀

叢林麻雀兩性的外觀皆與家麻雀非常相似，但該物種體型略小，雄性和雌性各有可將它們與家麻雀區分開來的特徵。叢林麻雀體長13公分（5.1英寸）而家麻雀的常見南亞亞種拉丁語：體長15公分（5.9英寸）。展翼長約6.2-7.0公分（2.4-2.8英寸），尾長約4.7-5.7公分（1.9-2.2英寸），跗跖長1.6-1.9公分（0.63-0.75英寸）。
繁殖期的雄性叢林麻雀有一條短而窄的黑色颏紋，另有一條寬的栗色眼紋，眼纹不與翕相交，且擁有灰色的头顶和枕部以及深红色的下背和腰部。雌性叢林麻雀與雌性家麻雀相比，头顶和臉頰的色澤更暗更灰，而肩部則呈深栗色。同時雌性死海麻雀的亞種Passer moabiticus yattii也與雌性叢林麻雀相似，但該物種下体著黃色，有時頭部亦有部分黄色。繁殖期雄性的喙為黑色，非繁殖期雄性和雌性的喙皆為淡褐色。叢林麻雀的嘴峰長為1.1-1.3公分（0.43-0.51英寸），喙略小於家麻雀。
叢林麻雀的鳴叫为chup的啁啾聲，比家麻雀的鳴叫聲更加柔和、不那么刺耳，而且音調更高，容易進行區分。而繁殖期雄性的鳴唱聲則在啁啾聲中夾雜著刺耳的t-r-r-rt音符和短促的颤音或啭鸣聲。

## 分類

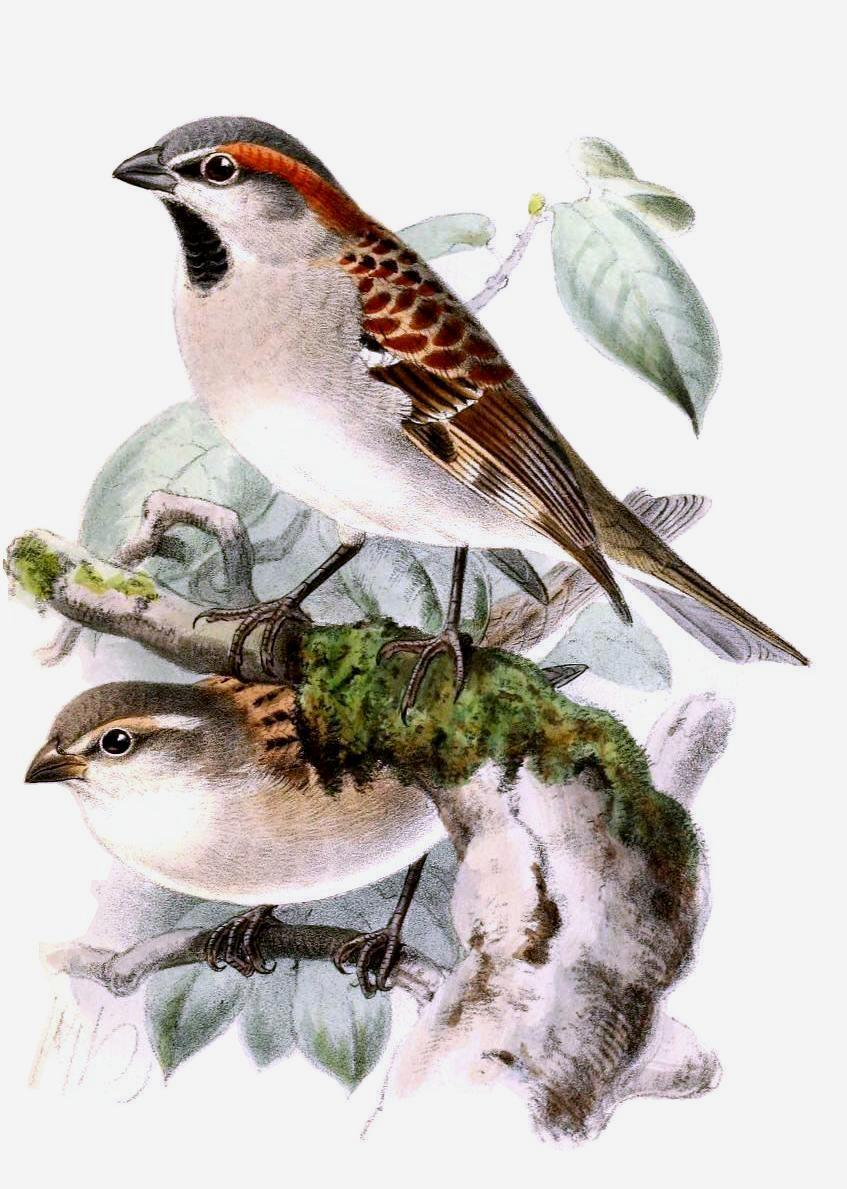
約翰·傑拉德·柯爾曼斯的一對叢林麻雀插圖，1888 年

叢林麻雀由愛德華·布萊思根據亞歷山大·伯恩斯於1840年左右在巴哈瓦爾布爾收集的標本進行首先的正式物種描述，並發表於1844年的《孟加拉亞洲學會雜誌》，然該期雜誌實際於1845年出版。同時著名的鳥類學家艾倫·屋大維·休姆（Allan Octavian Hume）、威廉·湯馬斯·布蘭福德（William Thomas Blanford）分別於信德省和伊朗東部努力的搜尋該物種，但直到36年後才記錄到實際個體。由於其外觀與家麻雀相似， 導致愛德華·布萊思對該物種的描述錯誤地將其腰部羽毛描述為栗色，而湯馬斯·卡弗希爾·傑登 (Thomas C. Jerdon) 的描述中也包含類似的錯誤。艾倫·休姆在評論他失敗的搜索時，寫道：「在追捕叢林麻雀時殺死的數百隻家麻雀應該對布萊斯的良心『構成沉重的負擔』，如果叢林麻雀存在，『只有盡可能減少延誤展現牠體面的外貌』」，同時艾倫·休姆和其他鳥類學家一樣懷疑叢林麻雀和家麻雀的區別。1880年斯科羅普·伯德莫爾·多伊格（Scrope Berdmore Doig） 在納拉東部地區重新發現了叢林麻雀。恩斯特·哈特爾特在他的《古北界動物相的鳥類》（Die Vögel der paläarktishen Fauna）一書中認為該物種應為家麻雀的一個亞種（Passer domesticus pyrrhonotus），然克勞德·布坎南·提斯赫和斯科羅普·多伊格發現這兩個物種在同一地區繁殖而沒有雜交，應為共域物種。
叢林麻雀的種加詞pyrrhonotus來自希臘語purrhos（火焰色）和nōtos（具有……背的）。愛德華·查爾斯·斯圖亞特·貝克（Edward Charles Stuart Baker）建議使用英文名稱rufous-backed sparrow（意为「栗背麻雀」），但由於這個名稱可能會與其他物種混淆，克勞德·提斯赫則建議將其命名為Sind jungle-sparrow（意为「信德叢林麻雀」），該名稱成為該物種的公認名稱，這個名字指構成了該物種分佈範圍的大部分區域之巴基斯坦信德省，以及這種鳥類所棲息的jungle環境（該詞彙原始意義上指杂乱的乾燥灌木叢）。後來這個名字縮寫為Sind sparrow（意为「信德麻雀」）或Jungle-sparrow（意为「叢林麻雀」），中文名「丛林麻雀」即来自后者。
叢林麻雀為麻雀屬的一員，該屬包括家麻雀和大約20種其他物種。1936年，德國鳥類學家威廉·麥斯( Wilhelm Meise )在對家麻雀近親的評論中指出，叢林麻雀是從孤立的家麻雀種群進化而來的。
英國鳥類學家詹姆斯·丹尼斯·薩默斯-史密斯（J. Denis Summers-Smith）則認為叢林麻雀是包括家麻雀在內的“古北黑颏麻雀”組的一部分，儘管牠與家麻雀的關係不是特別密切。薩默斯－史密斯則認為這些物種在25,000到15,000年前的末次冰期时期分離，古北黑颏麻雀被隔離在如印度河三角洲的無冰避難所，他認為叢林麻雀便是由此演化而來。2001年一项基于线粒体DNA片段的研究表明麻雀属物种有更早的起源，物种分化早在500万年前的中新世晚期和上新世早期就已发生，2021年一项基于线粒体DNA和核DNA的多基因分子系统学研究也得出了相似的结论。同被认为是“古北黑颏麻雀”的成员的山麻雀、黑顶麻雀、栗麻雀与家麻雀在系统发育上并不亲密，它们的祖先早在450-550万年前就已分开。但这两项研究之间（及内部的不同分析方法之间）或多或少存在冲突，一些分支没有得到很高的支持率，且丛林麻雀并未被包含在此类研究中，因此该物种的进化历史及与其它麻雀属鸟类的亲缘关系仍不清楚。 
艾倫·休姆和克勞德·提斯赫觀察到叢林麻雀與分布在中東和俾路支省的死海麻雀之間的相似之處和可能的關係。威廉·羅伯特·奧吉維-格蘭特（William Robert Ogilvie-Grant）和亨利·奧格·福布斯（Henry Ogg Forbes）則在阿卜德庫里島看到了相似的特有種阿卜德庫里麻雀並於1899年對該物種进行了科学描述，而蓋伊·M·科萬（Guy M. Kirwan）則於2008年在研究中指出兩物種相關性。

## 分佈和棲息地

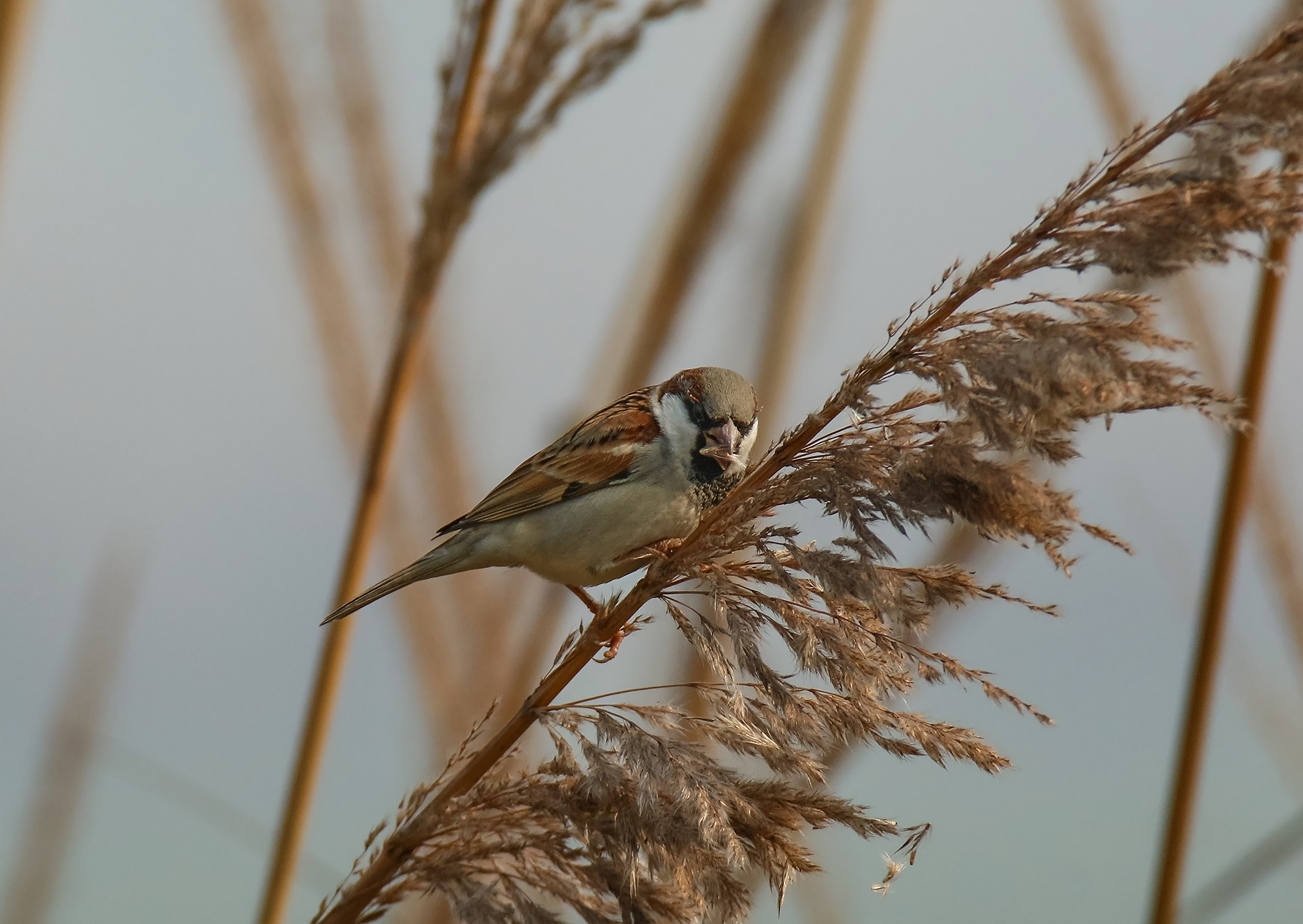
進食中的叢林麻雀

叢林麻雀是一个狭域分布的物种，主要分佈在巴基斯坦的印度河流域，以及旁遮普地區印度河支流的下游，分佈範圍南至印度河三角洲，北至瑙谢拉附近的喀布爾河和努爾普爾諾附近的傑赫勒姆，東至印度德里。叢林麻雀亦分布於巴基斯坦西部俾路支省的部分地區並在當地繁殖，而最遠至伊朗東南部亦有多次記錄。叢林麻雀在其有限的繁殖範圍屬於常見鳥類，並且已知該物種的生存沒有受到威脅，因此它被評估為IUCN紅色名錄中的無危物種。
在冬季叢林麻雀經常進行短距離遷徙，一些鳥群會遷徙到巴基斯坦西部和伊朗邊界的部分地區，小機率遷徙至印度古吉拉特邦西北部。叢林麻雀亦有可能進行長距離的遷徙，如2000年11月在阿拉伯聯合大公國的可能目擊記錄。
叢林麻雀主要在靠近河流或其它溼地的檉柳或相思樹為主的灌木丛中或高的禾本目植物中繁殖，由於灌溉用溝渠的建設和擴建增加了叢林麻雀在信德省的棲息地，並幫助牠擴展到亞穆納河氾濫平原和印度拉賈斯坦邦的部分地區，叢林麻雀只要有足夠的遮蔽物和合適的築巢地點，便可以在稻田、其他田地或人類居住地周圍棲息、繁殖。在冬季叢林麻雀將離開主要的河流棲息地，進入不離水太遠的以芥末樹和山柑為主的乾燥灌木林中越冬。

## 行為

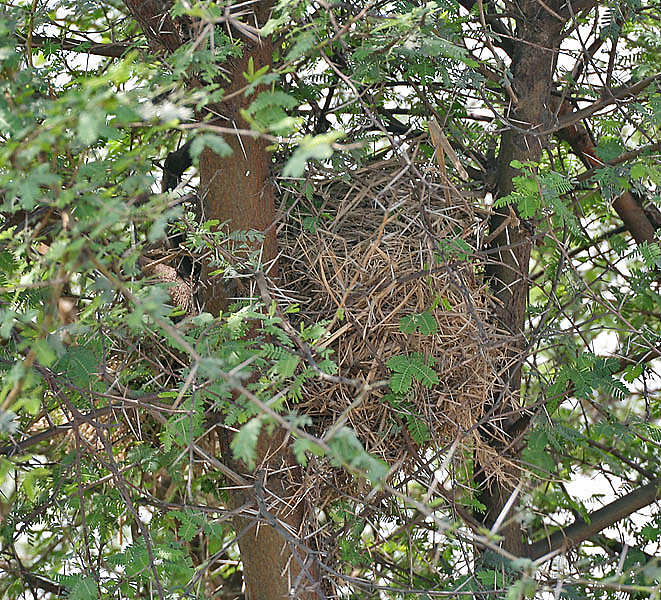
印度蘇爾坦普爾國家公園的叢林麻雀鳥巢

叢林麻雀為群居型鳥類，進食時常形成四到六隻為單位的鳥群。常聚集及棲息在靠近水的檉柳或相思樹中，並傾向於在几个繁殖对组成的較為鬆散的群體中繁殖。到了非繁殖季節的冬季，叢林麻雀將形成個體數多達30隻或更大型的鳥群，並與家麻雀和紅梅花雀等以種子為食的鳥類一起組成鳥群。叢林麻雀主要上覓食禾本目植物和習見蓼等其它植物的種子，餵養雛鳥時亦會獵捕如毛蟲等昆蟲。丛林麻雀成群地在河边的平原上觅食，在受到干擾時則會飛向附近的灌木叢中繼續覓食。
叢林麻雀在4月至9月之間進行築巢，而具体的築巢時間取決於降雨量，大多数繁殖对会在一个繁殖季内繁殖两窝。丛林麻雀常築巢於多刺的樹枝或懸在水面上之細樹枝的末端。鳥巢由檉柳屬樹枝、根和蘆葦等植物所組成，直徑約9-18公分（3.5-7.1英寸）的凌亂圓頂狀構造。入口位於兩側較高的位置，頂部略帶平坦，內襯有較柔軟的羽毛和植物材質。有時叢林麻雀會在鷺亞科鸟类的巢穴下方築巢，或者在擴建黃胸織布鳥或斑椋鳥的鳥巢後居住。雄性和雌性叢林麻雀共同参与築巢和孵卵。每窝中通常包含三到五個蛋。根据斯科罗普·多伊格的描述，丛林麻雀的卵較家麻雀的小，尺寸為0.7×0.5英寸（1.3×1.8公分），外表都為綠色或灰色，带有多变的斑点、条纹和其他记号。

### 文獻
- Ali, S.; Ripley, S. Dillon.  10 2nd. Delhi: Oxford University Press. 1999. ISBN 978-0-19-565943-6.
- Baker, E. C. Stuart.  III 2nd. London: Taylor and Francis. 1926.
- Blanford, W. T. . London: Macmillan and Co. 1876.
- Clement, Peter; Harris, Alan; Davis, John. . Princeton, New Jersey: Princeton University Press. 1993. ISBN 978-0-691-03424-9.
- Hartert, Ernst.  I. Berlin: R. Friedlander und Sohn. 1903. doi:10.5962/bhl.title.14175 （德语）.
- Hume, A. O. . Stray Feathers. 1873, 1: 91–289  [2021-11-20]. （原始内容存档于2021-11-20）.
- Hume, A. O. Oates, Eugene William , 编.  II 2nd. London: R. H. Porter. 1889  [2021-11-20]. （原始内容存档于2021-11-20）.
- Jobling, James A. . London: Christopher Helm. 2010. ISBN 978-1-4081-2501-4.
- Oates, Eugene W. Blanford, W. T. , 编.  II. London: Taylor and Francis. 1890  [2021-11-20]. （原始内容存档于2021-11-20）.
- Porter, R. F.; Christensen, F.; Schiermacker-Hansen, P. . London: T. & A. D. Poyser. 1996. ISBN 978-0-85661-076-9.
- Rasmussen, P. C.; Anderton, J. C. . Washington, D.C. and Barcelona: Smithsonian Institution and Lynx Edicions. 2005. ISBN 978-84-87334-66-5.
- Roberts, Tom J. . Oxford: Oxford University Press. 1992. ISBN 978-0-19-577405-4.
- Summers-Smith, J. Denis. . illustrated by Robert Gillmor. Calton, Staffordshire: T. & A. D. Poyser. 1988. ISBN 978-0-85661-048-6.
- Summers-Smith, J. Denis. . illustrated by Euan Dunn. London: T. & A. D. Poyser. 1992. ISBN 978-0-85661-073-8.
- Summers-Smith, J. Denis. . del Hoyo, Josep; Elliott, Andrew; Christie, David  (编). . Barcelona: Lynx Edicions. 2009. ISBN 978-84-96553-50-7.
- Ticehurst, C. B. . The Ibis. 11th series. 1922, 4 (4): 605–662  [2021-11-20]. （原始内容存档于2021-11-20）.

## 外部鏈接
- 互联网鸟类收藏上的Sind sparrow （页面存档备份，存于）
- 巴基斯坦观鸟俱乐部上的Bird Specialties of Pakistan: Sind sparrow （页面存档备份，存于）
- delhibird.net的Sind sparrow （页面存档备份，存于）